# Mourad Benhamida
Mourad Benhamida est un footballeur français d'origine tunisienne, né le 18 janvier 1986 à Villeurbanne. Il évolue au poste de défenseur latéral.
Formé à l'Olympique lyonnais, il évolue ensuite au Montpellier HSC pendant trois ans.

## Biographie
Mourad Benhamida commence le football à l'âge de sept ans à l'Olympique lyonnais. Il intègre ensuite le centre de formation et devient, à toutes les catégories d'âge, capitaine de l'équipe. Benhamida fait partie de la sélection de Rhône-Alpes qui remporte la Coupe nationale des 14 ans en 2000-2001 aux côtés d'Olivier Giroud notamment. Avec le club lyonnais, il est finaliste du championnat de France des moins de 16 ans, champion de France avec les moins de 18 ans et fait son apparition en équipe réserve lors de la saison 2003-2004 puis il est finaliste de la Coupe Gambardella la saison suivante. Il connaît également, durant sa formation, toutes les sélections en équipe de France de jeunes, des moins de quinze ans au moins de vingt ans. Défenseur latéral ou central, il dispute avec cette équipe le tournoi de football des Jeux de la Francophonie 2005 où les « Bleuets » s'inclinent en quart de finale.
Avec l'équipe réserve de l'OL, il dispute 25 rencontres en 2005-2006 et termine champion de France des réserves professionnelles. La même année, en avril, il signe son premier contrat professionnel avec son club formateur, il déclare alors « Maintenant le plus dur commence. Il faudra que je fasse des bons matchs en CFA, que je sois très présent, et après on verra si je mérite d'aller plus haut ». Titulaire avec l'équipe réserve dont il est le capitaine, il dispute 32 rencontres de CFA, avec l'équipe professionnelle, il ne dispute que deux rencontres amicales. La première en août contre l'équipe de l'UNFP, une victoire un but à zéro, la seconde, en octobre face au FC Gueugnon, victoire deux buts à zéro. Non conservé par son club formateur, il effectue en mai un essai d'une semaine avec le CS Sedan Ardennes puis en juin, signe un contrat de trois ans avec le Montpellier HSC, club de Ligue 2.
Titulaire sur le flanc gauche de la défense, Mourad Benhamida dispute 26 rencontres de championnat et inscrit un but face à l'ES Troyes AC. La saison suivante, il perd sa place de titulaire au profil de Jean-Philippe Sabo et ne joue que trois rencontres. Le club montpelliérain termine en fin de championnat vice-champion de France. Pour le retour du club en première division, il ne dispute également que trois rencontres et en fin de contrat, il n'est pas conservé dans l'effectif du club.
Sans agent depuis son départ du MHSC, Mourad Benhamida est en contact, au mercato d'hiver 2010-2011, avec le club portugais de Paços de Ferreira, puis avec les clubs tunisiens du Club africain et de l'Espérance sportive de Tunis mais aucun contrat n'est signé. En août 2011, il est mis à l'essai par l'AC Arles-Avignon puis avec le club du Vannes Olympique Club évoluant en National mais aucun ne s'avère concluant. Il rejoint alors les rangs de l'AS Lyon-Duchère, club de CFA qui rate en fin de saison la montée en National pour un point.
En août 2012, il rejoint le Club africain pour une durée de quatre ans. Non utilisé en équipe première, son départ est envisagé au mercato d'hiver par les dirigeants. Il s'engage en 2014 avec le MDA Chasselay, club de CFA ayant pour objectif la montée en National. Il quitte le club en fin de saison.

## Palmarès
Mourad Benhamida est vice-champion de France de Ligue 2 en 2009 avec Montpellier HSC. Sous les couleurs de l'Olympique lyonnais, il est avec la réserve du club, champion de France des réserves professionnelles en 2006. Il est également avec les jeunes du club finaliste du championnat de France des moins de 16 ans, champion de France avec les moins de 18 ans et, en 2005, finaliste de la Coupe Gambardella. Il compte cinq sélections en équipe de France des moins de 20 ans.

## Statistiques
Le tableau ci-dessous résume les statistiques en match officiel de Mourad Benhamida durant sa carrière de joueur professionnel,,.
| Saison    | Club            | Championnat | Championnat | Championnat | Coupe nationale | Coupe nationale | Coupe de la Ligue | Coupe de la Ligue | Total | Total |
| Saison    | Club            | Division    | M.          | B.          | M.              | B.              | M.                | B.                | M.    | B.    |
| 2007-2008 | Montpellier HSC | Ligue 2     | 26          | 1           | 3               | 0               | 2                 | 0                 | 31    | 1     |
| 2008-2009 | Montpellier HSC | Ligue 2     | 3           | 0           | 1               | 0               | -                 | -                 | 4     | 0     |
| 2009-2010 | Montpellier HSC | Ligue 1     | 3           | 0           | 1               | 0               | -                 | -                 | 4     | 0     |
| 2010-2011 | sans club       | -           | -           | -           | -               | -               | -                 | -                 | 0     | 0     |
| 2011-2012 | AS Lyon-Duchère | CFA         | 8           | 0           | -               | -               | -                 | -                 | 8     | 0     |
| 2012-2013 | Club Africain   | Ligue I     | -           | -           | -               | -               | -                 | -                 | 0     | 0     |
| 2013-2014 | sans club       | -           | -           | -           | -               | -               | -                 | -                 | 0     | 0     |
| 2014-2015 | MDA Chasseley   | CFA         | 14          | 0           | -               | -               | -                 | -                 | 14    | 0     |